# Сэди Уэст
Сэди Уэст (англ. Sadie West; род. 13 марта 1988, Карлсбад, Калифорния, США) — американская порноактриса.

## Биография
Уэст пришла в порноиндустрию в 2008 году в возрасте около 20 лет по приглашению агентства по поиску талантов IT Models. До этого она работала стриптизёршей. Она снялась в одной соло-сцене, после чего подписала эксклюзивный контракт с New Sensations в июле 2008 года. Проработав там один год она стала свободным агентом.
Появилась на обложке британского порнографического журнала Club International за июль 2009 года.
По данным на 2018 год, Сэди Уэст снялась в 139 порнофильмах.

## Премии и номинации
- 2010 номинация на AVN Award — Лучшая новая старлетка[7]
- 2010 номинация на XBIZ Award — Новая старлетка года[8]
- 2011 номинация на AVN Award — Best Couples Sex Scene — Pornstar Superheroes[9]
- 2011 номинация на AVN Award — Лучшая сцена стриптиза — Pornstar Workout 2[9]